# Anna Sigalevitch
Anna Sigalevitch es una actriz, comediante y pianista francesa. Saltó a la fama con su actuación en el filme La Pianiste, de Michael Haneke (2004).

## Biografía
Anna Sigalevitch nació en una familia de músicos. Estudió piano desde su niñez y obtuvo un diploma de estudios de ballet clásico y contemporáneo. En el cine, representó el papel de alumna fallida en La Pianista, de Michael Haneke.
Durante 2015, trabajó como crítica en la emisión La Dispute, de Arnaud Laporte, en el canal France Culture

## Teatro
- 2012-2014 : Trouble dans la représentation d'Aline Cesar, puesta en escena de la autora, teatro Le Grand Parquet y Lucernaire[3]
- 2012-2014 : La Casa de Bernarda Alba de Federico García Lorca, puesta en escena de Hervé Petit, teatro de l'Opprimé y teatro de Ménilmontant

## Filmografía

### Cine
- 2001 : La Pianiste de Michael Haneke : Anna Schober
- 2007 : Le Voyage du ballon rouge de Hou Hsiao-Hsien : Anna
- 2008 : La Maison Nucingen de Raoul Ruiz
- 2010 : Belle Épine de Rebecca Zlotowski : Frédérique Friedmann
- 2010 : Copacabana de Marc Fitoussi : La serveuse collègue d'Esmeralda
- 2013 : Opium d'Arielle Dombasle : Princesse de Polignac
- 2015 : L'Antiquaire de François Margolin : Esther Stegman

### Televisión
- 2010 : Mes chères études d'Emmanuelle Bercot : Fanny

### Cortometrajes
- 2011 : Assis debout couché de Edgard F. Grima : Léna
- 2012 : Aujourd'hui de Nicolas Saada : La jeune fille

## Doblaje
- Alicia Vikander dans :
  - Ex Machina (2015) : Ava
  - The Danish Girl (2016) : Gerda Wegener
  - Jason Bourne (2016) : Heather Lee

- Kelli Garner dans :
  - Aviator (2004) : Faith Domergue
  - Une fiancée pas comme les autres (2007) : Margo

- 2001 : The Barber : Rachael « Birdy » Abundas (Scarlett Johansson)
- 2005 : Le Tigre et la Neige : Nancy Browning (Emilia Fox)
- 2008 : Miracle à Santa Anna : Renata (Valentina Cervi)
- 2010 : La prima cosa bella : Valeria Michelucci (Claudia Pandolfi)
- 2010 : 127 horas : Kristi (Kate Mara)
- 2011 : Une séparation : Razieh (Sareh Bayat)
- 2011 : Or noir : Princesse Leyla (Freida Pinto)
- 2011 : Captive : Olive Reyes (Angel Aquino)
- 2012 : Lady Vegas : Les Mémoires d'une joueuse : Beth Raymer (Rebecca Hall)
- 2013 : Les Stagiaires : Neyha Patel (Tiya Sircar)
- 2014 : If You Love Me... : Monica (Erin James)
- 2015 : Suite française : Céline (Margot Robbie)
- 2015 : Notre petite sœur : Yoshino (Masami Nagasawa)

## Discografía
- 2001 : Kékéland de Brigitte Fontaine (piano[4])